# Passelsberg (Malgersdorf)
Passelsberg ist ein Weiler der Gemeinde Malgersdorf im niederbayerischen Landkreis Rottal-Inn.

## Geografie und Verkehrsanbindung
Passelsberg ist über die Bundesstraße 20 und die Kreisstraße PAN 50 an das bayerische Straßennetz angeschlossen.

## Sonstiges
Westlich von Passelsberg befindet sich die Kiesgrube von Wintersberg.